# وقتی فرشتگان می‌خوابند
وقتی فرشتگان می‌خوابند (اسپانیایی: Cuando los ángeles duermen‎؛ ‏ایتالیایی: Quando gli angeli dormono) یک فیلم درام اسپانیایی-ایتالیایی است که در سال ۱۹۴۷ منتشر شد.
از بازیگران آن می‌توان به فلیکس دافائوسه، آمدئو ناتزاری، کلارا کالامی، کامینو گاریگو و فرناندو سانچو اشاره کرد.